# パンドラ文書
パンドラ文書（パンドラぶんしょ、英語: Pandora Papers）とは、 租税回避行為に関する一連の機密文書である。

## 概要
イギリス領のヴァージン諸島やケイマン諸島などのタックス・ヘイヴンに法人や組合を設立するのを専門とする14の信託会社・法律事務所から1190万件余、2.94テラバイトの電子ファイル群が流出。匿名の人間から国際調査報道ジャーナリスト連合（ICIJ）に何回かに分けて提供され、多くは1996年から2020年にかけて作成されていた。
ICIJの呼びかけに、朝日新聞、共同通信、ワシントン・ポスト、ガーディアン、英国放送協会（BBC）、ルモンドなど117カ国から600人のジャーナリストが分析の取材に参加している。2021年10月初旬にパンドラ文書と名付けて一斉に報道を始めた。
分析の結果、91ヶ国の330人以上の政治家や政府高官にタックス・ヘイヴンとのつながりが確認された。新旧政府首脳らとして、トニー・ブレア元イギリス首相、アブドゥッラー2世ヨルダン国王、イルハム・アリエフアゼルバイジャン大統領、ウォロディミル・ゼレンスキーウクライナ大統領、アンドレイ・バビシュチェコ首相の名前が報道された。また政治家以外の有名人としてイギリス歌手のエルトン・ジョン、元ビートルズのリンゴ・スターの名前が報道された。
また、詐欺や贈収賄や人権侵害等の不正行為で告発された人物や企業が隠れ資産を所有していることも明らかになった。